# Bernhard Paumgartner
Bernhard Paumgartner (14 de noviembre de 1887, Viena — 27 de julio de 1971, Salzburgo) fue un director de orquesta, compositor y musicólogo austriaco.

## Vida
Bernhard Paumgartner era hijo de un compositor y de una cantante conocida, Rosa Papier. Estudió en Viena, bajo la dirección de Bruno Walter.
Paumgartner dirigió la Orquesta Tonkünstler de Viena y en 1917 se convirtió en director de los Mozarteums de Salzburgo. En Salzburgo participó en la organización de los festivales.
Como compositor, creó óperas, cantatas, lieder y música coral. Publicó en 1922 Das Taghorn, una colección sobre las obras de los minnesänger. Escribió las biografías de Mozart y Bach. 
Durante la Segunda Guerra Mundial vivió en el exilio, en Florencia, amenazado por la aplicación de las leyes de Núremberg del nacionalsocialismo. A partir de 1945 dirigió la Camerata academica y, desde 1959 fue el presidente del Festival de Salzburgo.

## Obras
- Das Taghorn - Obras de los minnesänger (1922)
- Mozart - Biografía (1927)
- Franz Schubert. Eine Biographie - Biografía (1943). Publicado en España por Alianza Editorial, S.A., en 1992, con el título Franz Schubert.
- Bach - Biografía (1950)
- Mozart - Biografía (1957). Publicado en España por Alianza Editorial, S.A., en 1991.
- Das instrumentelle Ensemble von der Antike bis zur Gegenwart (1966)